# Лаз-Шоймуш
Лаз-Шоймуш (рум. Laz-Șoimuș) — село у повіті Харгіта в Румунії. Входить до складу комуни Авремешть.
Село розташоване на відстані 230 км на північ від Бухареста, 63 км на захід від М'єркуря-Чука, 115 км на південний схід від Клуж-Напоки, 92 км на північний захід від Брашова.

## Населення
За даними перепису населення 2002 року у селі проживали 43 особи, усі — угорці. Усі жителі села рідною мовою назвали угорську.